# Lőw Lipót
Lőw Lipót, születési nevén Júda Leib Löw (héberül: יהודה לייב לעף; Černá Hora, 1811. május 22. – Szeged, 1875. október 13.) német-cseh születésű magyar rabbi, 1850-től haláláig Szeged főrabbija, tudós, a zsidóság egyenjogúsítási mozgalmának vezetője. Szorgalmazta a magyar zsidóság asszimilációját és a nemzeti nyelv használatát az egyházi szertartásokon. Halála után fia, Lőw Immánuel örökölte hivatalát.

## Élete és munkássága

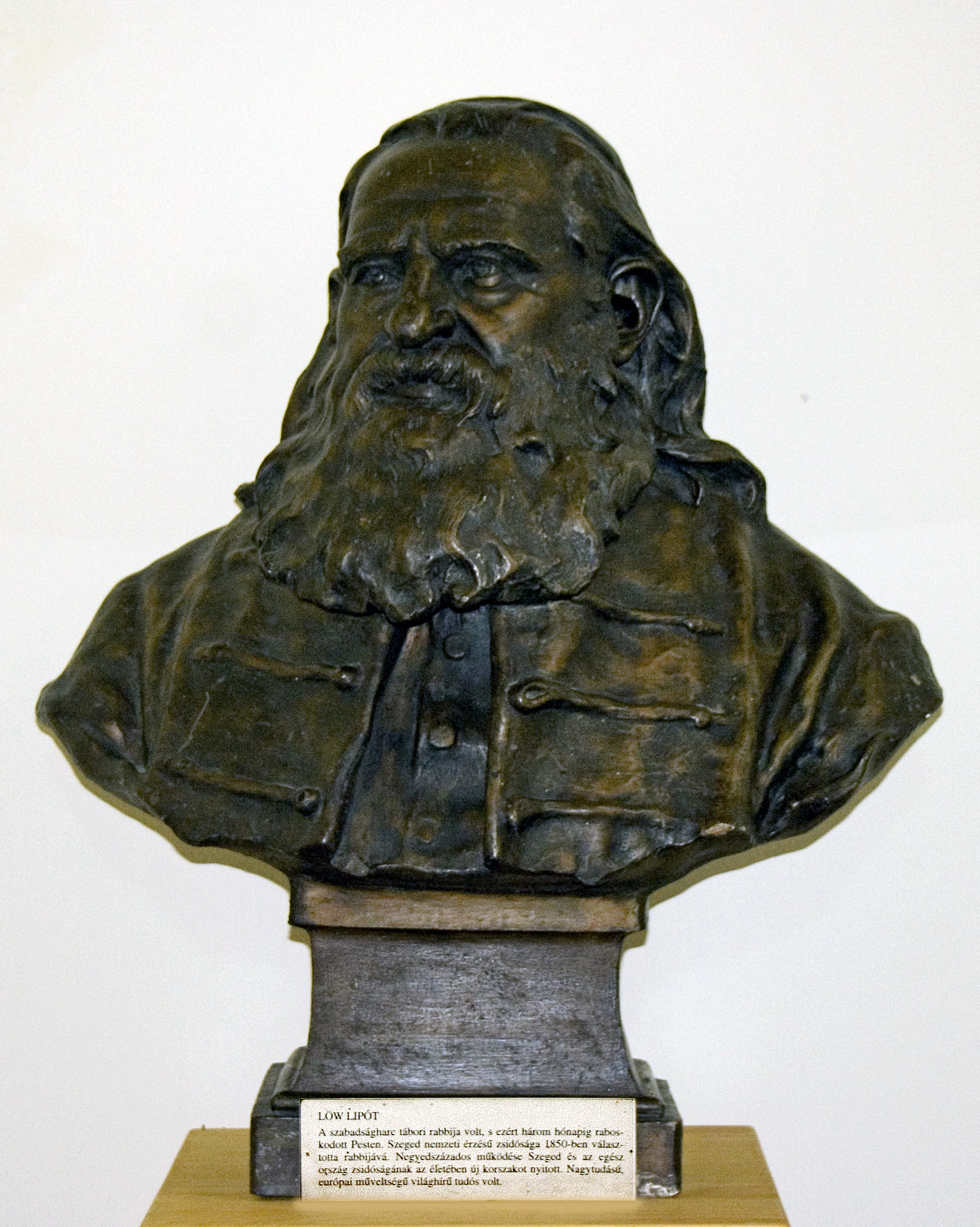
Löw Lipót szobra a szegedi zsinagógában. A szobor szövege: Löw Lipót - A szabadságharc tábori rabbija volt, s ezért három hónapig raboskodott Pesten. Szeged nemzeti érzésű zsidósága 1850-ben választotta rabbijává. Negyedszázados működése Szeged és az egész ország zsidóságának az életében új korszakot nyitott. Nagy-tudású, európai műveltségű világhírű tudós volt.

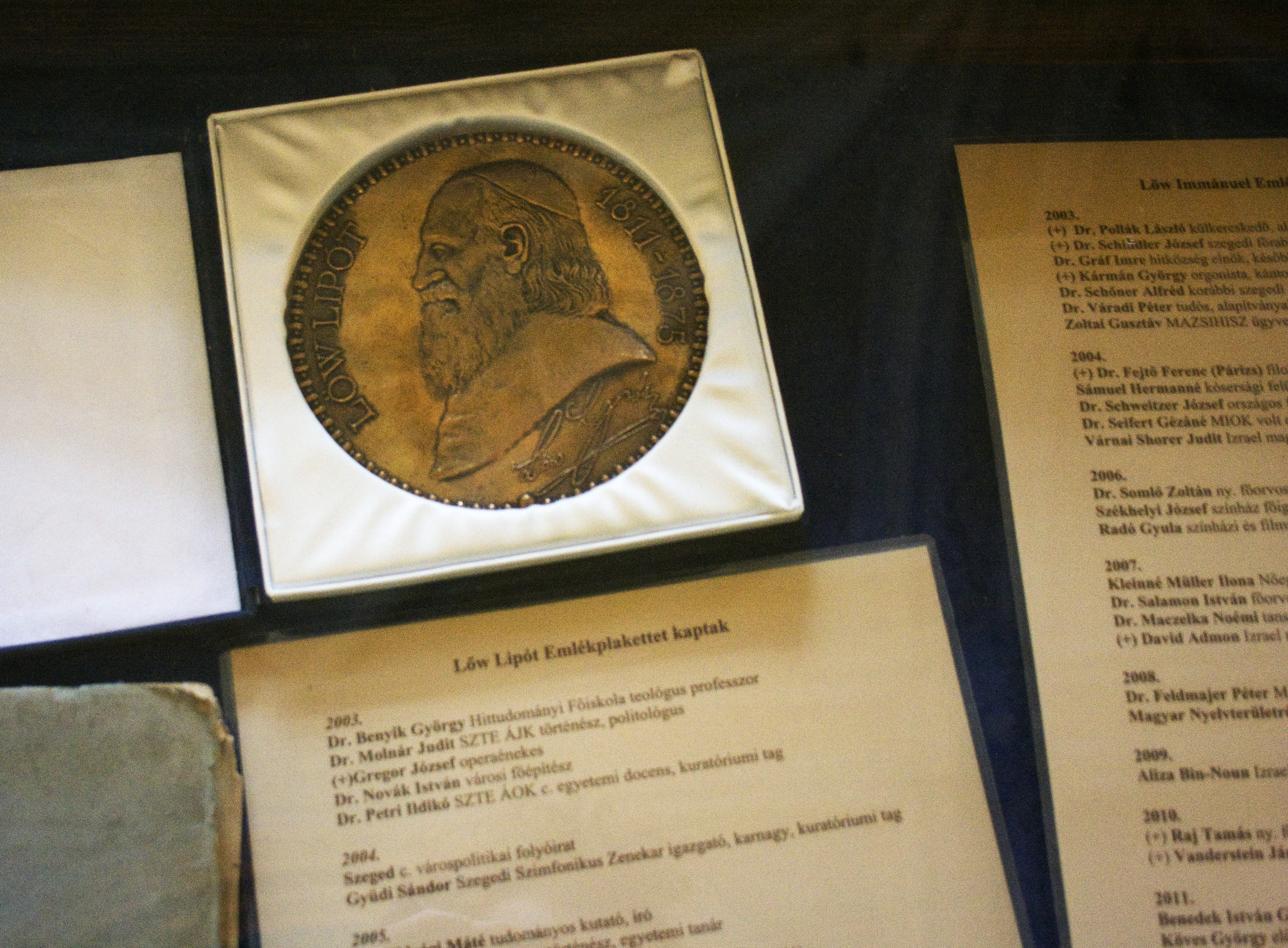
Szegeden Löw hagyományát ébren tartják, az évente kiadott Löw Lipót Emlékplakett formájában, és mellette olvasható töredékesen kik és milyen intézmények kapták eddig

Lőw Lipót a híres prágai rabbi, Jehuda Lőw ben Besalel leszármazottjaként született 1811-ben a morvaországi Černá Horában. Bevezető tanulmányait 1824 és 1835 között a třebíči, kolíni, lipníki és kismartoni jesivákban végezte, az ezt követő hat évben pedig a pozsonyi líceumban, majd a pesti és bécsi egyetemeken nyelvészetet, pedagógiát és keresztény teológiát tanult. Tanulmányai befejeztével rövid ideig nevelő volt Prostějov morva városban, mielőtt 1841. szeptember 1-jén megválasztották nagykanizsai rabbinak.
Pályafutása elején nagyfokú jártasságra tett szert a magyar nyelvben, és ő volt az első, aki 
a zsinagógában is magyarul prédikált, nem kis visszatetszést váltva ki ezzel konzervatív hittársaiból. Első magyar nyelvű prédikációja 1845-ben jelent meg nyomtatásban. 1844-ben kezdte meg a magyar zsidók egyenjogúsítása érdekében kifejtett irodalmi tevékenységét. Ő vezette a mozgalmat egészen addig, amíg el nem érték céljukat: 1867-ben az országgyűlés kimondta a zsidóság polgári és politikai egyenjogúsítását. A Ben Chananja című folyóirat, melynek Lőw 1858 és 1867 között a szerkesztője volt, rendkívül fontos szerepet játszott a mozgalomban.
1846-ban meghívták a pápai hitközség élére, ahol a frissen felépült új zsinagógát magyar nyelvű beszéddel szentelte fel. Az 1848-as forradalom kitörése Pápán érte. A helyi nemzetőrségnek számos zsidó is tagja lett, Lőw pedig tábori lelkészként követte híveit; „nagyra becsült vitéz társainak” ajánlott tábori beszéde „Az Isten velünk vagyon” címmel nyomtatásban is megjelent. Emlékezetes ünnepi beszédet tartott a pápai zsinagógában 1849 májusában, miután kimondták az ország függetlenségét és a Habsburg-ház trónfosztását. A szabadságharc leverése után ellenségei feljelentették, felségsértés és lázítás vádjával börtönbe vetették, de báró Sina György közbenjárására kéthavi fogság után, 1849. december 14-én Haynau tábornok szabadon bocsátotta. Mivel Pápán folytonos zaklatásnak volt kitéve, elfogadta a szegedi hitközség meghívását és 1850. december 10-én beiktatták a szegedi főrabbi hivatalába, amit haláláig megtartott. A lembergi, brünni és bukaresti hitközség, valamint a berlini zsidó főiskola (Hochschule für die Wissenschaft des Judenthums) meghívását visszautasította.
Lőw mélyreható történelmi, teológiai és esztétikai ismereteit a zsidó szertartásrend modern alapokon nyugvó megújításának szolgálatába állította. Magyarország egyik legismertebb prédikátoraként részt vett szinte minden hazafias ünnepségen és zsinagóga-felszentelésen. 1870-ben adta ki magyar nyelvű prédikációit, ez volt az első zsidó prédikációgyűjtemény, ami magyarul megjelent. Lőw egyesítette a keresztény prédikáció alapos, logikus felépítését a bonyolult haggadai elbeszélések szellemes elemzésével. Tanulmányai, kezdve a halakha történetével, felölelték a zsidóság teljes talmud utáni történetét. A zsidó élet és jog fejlődésének a halakhai irodalom alapján kívánt irányt szabni és igyekezett a zsidóság érdekében megcáfolni azt a nézetet, mely szerint a zsidó vallás erkölcs- és szokásrendszere változatlan maradt a németországi reformáció kezdetéig. Legfontosabb régészeti tanulmányait és válaszait azzal a céllal írta, hogy bizonyítsa különféle intézmények fejlődését és sok esetben hogy kimutassa más népek szokásainak hatását.
Lőw vezető szaktekintély volt tudományos témában és alkalmazott teológiai kérdésekben egyaránt. Az bécsi abszolutista (1850−1866), majd a pesti alkotmányos kormányzat (1867 után) egyaránt kikérte − és figyelembe vette − véleményét a zsidó szertartásrend és oktatás szervezetével kapcsolatban. A zsidó oktatás egész Magyarországon sokat köszönhet neki. Haláláig a magyar neológ zsidók vezetője volt, különösen azután, hogy az általános gyűlés − amelyet tanácsa ellenére hívtak össze és amelyen nem is vett részt − a várt egyesülés helyett egyházszakadást eredményezett a magyarországi zsidók között.

## Munkái

### Folyóiratcikkei
A bel- és külföldi zsidó és nem-zsidó hírlapokban zsidó tudományos és napi kérdéseket tárgyaló számos cikket tett közzé magyar, német és héber nyelven, kivált az általa alapított Ben-Chananjában.
Cikkei közül említésre méltók: az Allg. Zeitung des Judenthumsban (Leipzig, 1839-40. Aphorismen über die Geschichte der Israeliten in Ungarn, 1844. Sendschreiben an Dr. Joseph Székács, Gross-Kanizsa den 15-ten Oct. 1844); a Pesti Hirlapban (1844. jún. Nyilt levél a zsidó emancipatio ügyében); a Jahrbuch des deutschen Elementes in Ungarnban, szerk. Benkert Károly Mária (1846. Versuch einer Statistik der Juden in Ungarn); a Busch Izidor-féle naptárban: Kalender für Israeliten 5606 és 5607 (Die Schicksale und Bestrebungen der Juden in Ungarn); a Bleuer Ignácz, Magyar Olvasókönyvében (1848. Az Isten újat teremtett, Pápán 1848. ápr. 8. az országgyűlés bezártakor); a Wiener Blätterben (1851. Das mährische Landesrabbinat seit hundert Jahren); a L'Univers Israéliteben (Paris, 1855. Sur la mort de Madame la baronne Salamon de Rothschild); a Ben Chananjában (1858. Erinnerungen an den verewigten Pester Oberrabbiner Löw Schwab, 1859. Der Jude in ungarischen Ortsnamen sat.); a Rosenberg, Leopold, Jahrbuch für die isr. Cultus-Gemeinden in Ungarn cz. műben (Arad, 1860. Erinnerung an Josua Sohn Gamaliels, den hochpriesterlichen Gründer der Elementarschulen in Israel); a Néptanítók Lapjában (1870. Vigyázzunk a gyermekekre); a Referate über die der ersten isr. Synode zu Leipzig überreichten Anträge cz. munkában (Berlin, 1871. Gutachten über das Fahren an Sabbath und Festtagen, Die moralische Zeugen- und Eidesfähigkeit); a Szegedi Hiradóban (1873. A könyvtárak történetéről, felolvasás); a Zsidó Évkönyvben, szerk. Kiss József (Bpest, 1875. A szombatosok szertartáskönyve.)

### Önállóan megjelent művei
A halakhával foglalkozó munkái mellett Lőw mindössze egy nagyobb lélegzetű művet hagyott hátra: az 1850-ben német nyelven megjelent Ha-Mafteaḥ, amely a zsidó szentírásmagyarázat történetét tárgyalja, ma is mértékadó. A zsidók egyenjogúsítását követően, miután leköszönt a Ben Chananja szerkesztői székéről, nagyobb régészeti monográfiáknak szentelte idejét, melyek közül a következők jelentek meg: Die Graphischen Requisiten (1870−1871) és Die Lebensalter in der Jüdischen Literatur (1875). A harmadik, Der Synagogale Ritus című kötet részleteit csak 1884-ben, halála után adták ki. Rövidebb munkái öt kötetben jelentek meg (Szeged, 1889−1900), ezek közül az utolsó egy teljes bibliográfiát is tartalmaz. Műveinek listája:
- 1. Statuten des ersten von der Israeliten-Gemeinde zu Gross-Kanizsa gegründeten ungarischen Vereins für Anleitung der israelitischen Jugend zu Handwerken und Künsten. Warasdin, 1842.
- 2. Die Theilnahme treuer Unterthanen am Geburtsfeste ihres Fürsten. Rede am Geburtsfeste Sr. Maj. des Kaisers und Könings Ferdinand I. (V.) am 19. Apr. 1843 in der Synagoge zu Gross-Kanizsa. Warasdin, 1843.
- 3. Rede vor der Einweihung des neuen israelit. Schulhauses zu Gross-Kanizsa am 31. Dez. 1842. Pest, 1843.
- 4. Rede am Grabe der sel. Frau Kela Pollak am 7. Nov. 1843. Warasdin, 1843.
- 5. Jesájás korunk tanítója. Zsinagógiai beszéd, melyet hazánk kegyes atyja legkegyelmesebb királyunk V. Ferdinand ő felségének születésnapján Április 19. 1845. tartott. Buda, 1845.
- 6. Alle Hilfe kommt von Gott. Predigt bei der Feier der Wiedergenesung des Erzherzogs Josephs Palatin's und k. Statthalters des Königreichs Ungarn. Am Sabbathe Chaje Sarah am 14. Nov. 1846. Pápa, 1846.
- 7. Das Vermächtniss, das der hochsel. Reichs-Palatin im Leben und im Sterben hinterlassen. Predigt zum Gedächtnisse des Erzherzogs Joseph, Palatins des Königr. Ungarn. Am 6. Febr. 1847. in der Synagoge zu Pápa gehalten. Uo. 1847.
- 8. Jeremiás prófétának négy aranyszabálya a valódi hazafiságról. Zsinagógiai beszéd, mely fels. királyunk születés napján, 1847. évben tartatott. Uo. 1847.
- 9. A magyar zsingagóga. Felvilágosodott világosság, tiszta erkölcsiség és buzgó hazafiság az ireaeliták közti elterjesztésére. 1. füzet. Uo. 1847. (Többekkel együtt.)
- 10. Zsidó valláselvek. Megállapítva a párisi nagy Sanhedrin által, mely 1807. febr. Párisban tartatott. Francziából magyarra ford. Uo. 1848.
- 11. Az Isten velünk vagyon. Sellyén tartatott tábori beszéd. Uo. 1848.
- 12. Die heiligen Lehrer der Vorzeit. Antrittspredigt am 10. Dez. 1850. in der Synagoge zu Szegedin gehalten. Szegedin, 1850.
- 13. Die göttliche Offenbarung des 18. Februar's. Feierlicher Gottesdienst, aus Anlass der glücklichen Reggung Sr. geheil. Majestät ... Franz Joseph des Ersten, geh. am. 26. Februar in der Synagoge zu Szegedin. Uo. 1858.
- 14. Trauerrede, gehalten beim Leichenbegängnisse der Frau Babette Deutsch, geb. Klein am 25. Mai 1854. Ugyanott, 1854.
- 15. Gaben für die israelitische Jugend. Erste Gabe. Uo. 1855.
- 16. Hamafteach, Praktische Einleitung in die heilige Schrift und Geschichte der Schriftauslegung. Ein Lehrbuch für die reifere Jugend, ein Handbuch für Gebildete. 1. Theil. Allgemeine Einleitung und Geschichte der Schriftauslegung. Gross-Kanizsa, 1855.
- 17. Die Schulfahne. Vorfeier des Kaiserfestes, gehalten in der Synagoge zu Szegedin am 13. Mai 1857. Pest, 1857.
- 18. Biblische Geschichte zum Gebrauche des israel. Volksschulen im Kaiserthume Österreich. Wien, 1858. (Fiának L. Tóbiásnak magyar fordításában Pest, 1864., 3. kiadás 1878., 4. k. 1881., 5. k. 1885., 6. k. 1887., 7. k. 1890., 9. k. 1895. Bpest.)
- 19. Sámuel próféta és Széchenyi István történelmi párhuzamban. Elmélkedés, melyet a szegedi zsinagógában az 1860. évi május hó 20. a Széchenyi gyászünnep alkalmával tartott. Szeged, 1860.
- 20. A feltámadás. Homilia. Pest, 1861.
- 21. Zsinagógánk örömhirnökünk. A nagyváradi magyar zsidó község zsinagógájának fölavatása 1861. aug. 7. Szeged, 1861.
- 22. Történeti és vallástudományi értekezések. Uo. 1861.
- 23. Aron Chorin. Eine biographische Skizze. Uo. 1863.
- 24. Die Emancipation der Juden. Rede, gehalten bei Gelegenheit der Einweihung der neuerbauten Synagoge zu Semlin. Uo. 1863.
- 25. A közjó kútforrásai. Zsinagógiai beszéd. Uo. 1865.
- 26. Az élet fája. Klauzál Gábor fölött a szegedi zsinagógában 1866. aug. 14. tartott emlékbeszéd. Uo. 1866.
- 27. Az Isten feloldá bilincseimet! Homilia, melylyel az egyenjogusítási törvényt a szegedi zsinagógában 1868. jan. 4. üdvözlé. Pest, 1868. (Különny. a P. Naplóból.)
- 28. A közjó kútforrásai. Zsinagógia beszéd, melyet az egyenjogusítási törvény ünneplésére 1868. jan. 26. a bajai zsinagógában elmondott. Pest, 1868.
- 29. A zsidó eskü múltja, jelene és jövője. Felolv. a m. tudom. akadémiában 1868. jún. 5. Pest, 1868.
- 30. Die jüdischen Wirren in Ungarn. Ugyanott, 1868.
- 31. Isten háza. Beszéd, melylyel a pécsi zsinagógát 1869. júl. 22. felavatta. szeged, 1869.
- 32. Zsinagógiai beszédek. Uo. 1870. (2. olcsó címkiadás. Uo. 1883.)
- 33. Graphische Requisiten und Erzeugnisse bei den Juden. Leipzig, 1870-71. (Beiträge zur jüdischen Alterthumskunde I.)
- 34. Der jüdische Kongress in Ungarn ... Pest, 1871.
- 35. Jüdische Dogmen ... Uo. 1871.
- 36. Das neueste Stadium der ung.-jüd. Organisationsfrage. Uo. 1871.
- 37. Az áldozatlan zsidókultus ... Történelmi vázlat. Ugyanott, 1871.
- 38. A házasság és hazafiság. Esketési beszéd, melyet Löw Tóbiás és Hürsch Emma összekelése alkalmával 1873. febr. 23. a pesti izraelita templomban tartott. Pest, 1873.
- 39. A ház és a haza. Zsinagógiai beszéd, melyet aranymenyegző alkalmával Nagy-Kőrösön 1874. márcz. 14. tartott. Bpest, 1874.
- 40. Az érdem elismerése. Halotti beszéd ... Bamberger Sámuel felett 1874. ápr. 12. Szeged, 1874.
- 41. Die Lebensalter in der jüd. Litteratur. Szeged, 1875. (Beiträge zur jüd. Alterthumskunde II.)
- 42. Gesammelte Schriften. Szeged, 1889-1900. Öt kötet. (A kisebb német munkák gyűjteménye. Kiadta fia L. Immánuel, a szerző munkáinak és cikkeinek teljes bibliographiai jegyzékével. Nincsenek benne a 16., 33., 34., 41. sz. alatti munkák.)

## Fiai
Lőw Lipótnak mindkét feleségétől (Schwab Leontin, 1842−1851 és Redlich Babette, 1853-tól) hét-hét gyermeke született, akik közül többen szintén kiemelkedő pályát futottak be.
- Lőw Tóbiás (Nagykanizsa, 1844. június 5. − Budapest, 1880. június 7.) helyettes igazságügyminiszter. 1874-ben megalapította a Magyar Igazságügy című, jogtudománnyal és törvénykezéssel foglalkozó folyóiratot, ezenkívül tevékeny részt vállalt az 1880-ban életbe lépett büntető törvénykönyv előkészítésében és szerkesztésében.
- Lőw Sámuel (Pápa, 1846. szeptember 11. – Budapest, 1936. szeptember 22.) belgyógyász Szegeden és Bécsben tanult és 1871-ben szerzett doktori képesítést. 1873-ban Budapestre ment, ahol három évvel később megalapította a Pester Medizinisch-Chirurgische Presse című szakfolyóiratot, melyben tudományos cikkei többségét publikálta és amelynek főszerkesztője is volt.
- Lőw Vilmos (William N. Loew), (Pápa, 1847. augusztus 12. − New York, 1922. október 17.) New York-i jogász és műfordító.
- Lőw Tódor (sz. Pápa, 1848. november 14.) budapesti jogász. Fő művei: Iromány Példák az uj magyar csődeljáráshoz (Budapest, 1882) és A Magyar Büntető Törvénykönyv a bűntettekről és vétségekről (Budapest, 1884).
- Lőw Immánuel (Szeged, 1854. január 20. – Budapest, 1944. július 19.) rabbi és orientalista, szülővárosában és a berlini zsidó főiskolán (Lehranstalt für die Wissenschaft des Judenthums) és egyetemen tanult, ahol 1878-ban rabbiképesítést és doktori fokozatot szerzett, és ugyanebben az évben apja utódjaként elfoglalta a szegedi főrabbi székét.

## Fordítás
- Ez a szócikk részben vagy egészben  a   Leopold Löw című angol Wikipédia-szócikk ezen változatának fordításán alapul.  Az eredeti cikk szerkesztőit annak laptörténete sorolja fel. Ez a jelzés csupán a megfogalmazás eredetét és a szerzői jogokat jelzi, nem szolgál a cikkben szereplő információk forrásmegjelöléseként.

## További információ
- Szegedi izraelita hitközség: Lőw Lipót végtisztessége. Szeged, 1876. Online